# 花岡星也
花岡 星也（はなおか せいや、1997年1月9日 - ）は、日本の男性声優。北海道北見市出身。マック・ミック所属。

## 人物
趣味は映画鑑賞、スポーツ観戦、ゲーム。特技はサッカー、バスケット。資格・ライセンスは日本語ワープロ検定準一級。

## 出演

### テレビアニメ
- SCARLET NEXUS（2021年、男A）
- 最果てのパラディン（2021年 - 2023年、村人、戦士B、ドワーフC、マークス、骸骨ドワーフA 他） - 2シリーズ[一覧 1]
- ヒューマンバグ大学 -不死学部不幸学科-（2022年、刑務官、刑事、警官A、チンピラB、追手B）
- ループ7回目の悪役令嬢は、元敵国で自由気ままな花嫁生活を満喫する（2024年、兵士）
- 遊☆戯☆王ゴーラッシュ!!（2024年、ナナフシ忍者、ダミー江田）

### 劇場アニメ
- 劇場版 抱かれたい男1位に脅されています。〜スペイン編〜（2021年、社員）

### Webアニメ
- 麻辣女配 -SpicyGirl-（2020年、マネージャー）

### ゲーム
- BLESS（兵士）

### 吹き替え

#### 映画
- アーミー・オブ・ザ・デッド

### デジタルコミック
- 死んだら悪役令息で幻のΩなんて冗談じゃない!（2023年、神官長、ナレーション[3]）

### CM
- ヴァンガード ZERO（プレーヤー）

### 朗読劇
- マガツハナ-白雪の桜-（若宮龍一）

### シリーズ一覧
1. ↑  第1期（2021年）、第2期『鉄錆の山の王』（2023年）